# Sphère d'influence
Pour les articles homonymes, voir Sphère d'influence (homonymie).

Les sphères d'influence américaine (bleu) et soviétique (rouge) en 1980.

Colonies et sphères d'influence en Asie et Océanie vers 1914.

Le pacte germano-soviétique de 1939.

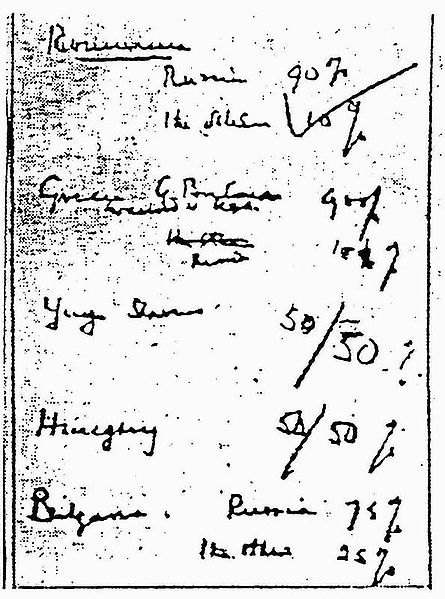
L'accord Churchill-Staline de Moscou, 9 octobre 1944, scellant le sort de la résistance communiste grecque.

Dans le domaine des relations internationales, une sphère d'influence (SDI) est une zone ou région sur laquelle un État ou une organisation a d'importantes influences économiques, militaires, politiques ou culturelles. En 1907, Lord Curzon est le premier à introduire dans l'analyse des relations internationales ce concept qui recouvrait une pratique de partage des domaines coloniaux entre grandes puissances à la fin du XIXe siècle. Il considérait alors les sphères d'influence comme une version atténuée du protectorat. La pratique des sphères d'influence est régulièrement dénoncée depuis la doctrine Wilson à la Conférence de la Paix.
Par exemple, durant l'apogée de son existence, l'Empire japonais avait une grande sphère d'influence. Le gouvernement japonais a influencé ou directement régi les événements en Corée, en Mandchourie, au Vietnam, à Taïwan, et dans quelques parties de la Chine.
Le système de sphères d'influence par lequel les nations puissantes interviennent se poursuit jusqu'à nos jours.

## Vestiges historiques
De nombreuses régions du monde sont considérées comme ayant hérité de la culture d'une sphère d'influence précédente, ce qui est le cas par exemple de l'Anglosphère, de la Slavisphère, de la Germanosphère, de l'Europe latine / Amérique latine et du monde arabe.

## Pacte Molotov-Ribbentrop
Selon le protocole secret attaché au pacte Molotov-Ribbentrop (révélé seulement après la défaite de l'Allemagne en 1945), les États du Nord et de l'Est de l'Europe ont été divisés en sphères d'influence soviétiques et allemandes. Ainsi la Finlande, l'Estonie, et la Lettonie ont été affectés à la sphère d'influence soviétique. Pour la première fois de leur histoire, ces trois territoires ont quitté la sphère d'influence germano-scandinave, dont ils faisaient pourtant partie depuis le Moyen Âge. l'Est de la Pologne est également passée du côté soviétique. La Lituanie, à côté de la province de Prusse-Orientale et l'Ouest de la Pologne seraient dans la sphère d'influence allemande, même si un avenant au protocole secret est signé en septembre 1939 qui attribue la Lituanie à l'URSS. Une autre clause du traité précise que la Bessarabie, qui faisait alors partie de la Roumanie, est à joindre à la République socialiste soviétique autonome moldave, pour devenir la République socialiste soviétique moldave sous le contrôle de Moscou, tandis que le reste de la Roumanie serait ouvert à l'influence allemande (qui y convoitait les gisements de pétrole).

## Conférence de Moscou (1944)
L'échec de la campagne du Dodécanèse en 1943 met fin aux espoirs de Churchill de débarquer un jour dans les Balkans pour y établir ou rétablir des régimes libéraux-démocratiques pro-occidentaux, ce qui l'oblige, fin 1943 à la conférence de Téhéran et en octobre 1944 à Moscou lors de son entrevue avec Staline, à renoncer à toute prétention sur l'Europe de l'Est en échange de la garantie de conserver la Grèce dans la sphère d'influence britannique (en dépit de sa puissante résistance communiste et au prix d'une guerre civile).

## Guerre froide
Lors de la guerre froide, l'Europe de l'Est, la Corée du Nord, Cuba, le Vietnam, et (jusqu'à la rupture sino-soviétique) la République populaire de Chine ont été sous la sphère d'influence soviétique. L'Europe de l'Ouest, l'Océanie, le Japon et la Corée du Sud ont été sous la sphère d'influence américaine. Cependant, le niveau de contrôle exercé dans ces domaines n'est pas absolu.

## Après la guerre froide
Avec la fin de la Guerre froide, le bloc de l'Est s'est effondré, mettant fin à la sphère d'influence soviétique, mais non à la sphère d'influence russe qui englobe plusieurs des Républiques ex-soviétiques et d'autres pays comme la Serbie ou la Syrie.
L'Organisation du traité de l'Atlantique nord (OTAN) apparaît comme une sphère d'influence américaine et occidentale qui, depuis 1991, s'étend aux dépens de l'ancienne sphère soviétique du pacte de Varsovie. Depuis 2014, la notion de sphère d’influence s’est trouvée au cœur de la crise diplomatique conduisant à l’offensive russe contre l’Ukraine. L’OTAN, comme les gouvernements occidentaux considéraient que la restauration d’une sphère d’influence russe ne pouvait justifier une atteinte à la souveraineté ukrainienne, comportant la liberté pour ce pays de choisir ses alliances. Le but de la guerre menée par la Russie a pu être défini comme la restauration de sa sphère d’influence dans son « étranger proche ».
L'Extrême-Orient apparaît comme une zone de rivalité entre les sphères d'influence des États-Unis, qui ont favorisé la constitution de l'Association des nations de l'Asie du Sud-Est (ASEAN), et de la Chine.
Le concept a fait l'objet d'un regain d’intérêt dans les années 2010, qui emprunte en particulier à la notion de grands espaces — grossraume — développée par Carl Schmitt. Pour Susanna Hast, les grossraume de Schmitt peuvent justifier les sphères d'influence comme alternative à un ordre international dominé par une puissance hégémonique.

## Exemples

### Australie
L'Australie a une certaine sphère d'influence en Malaisie, Indonésie, Papouasie et dans les archipels océaniens anglophones (à l'exception d'Hawaii) : elle est cependant limitée.

### États-Unis
La doctrine Monroe, formulée au XIXe siècle, présente le continent américain comme une sphère d'influence des États-Unis. Elle est surtout développée par le secrétaire d'État William Henry Seward, sous les présidences d'Abraham Lincoln et Andrew Johnson ; elle justifie l'expansion territoriale des États-Unis vers l'Alaska et les îles du Pacifique ainsi que la satellisation des républiques des Caraïbes, et s'oppose à l'ingérence d'autres puissances comme la France lors de l'expédition du Mexique.

### France
On appelle « Françafrique » l'influence que la France liant au pays africains anciennement territoire français. Ces liens sont politiques, diplomatiques, militaires, économiques et monétaires. Inventée par le président ivoirien Félix Houphouët-Boigny pour désigner les bonnes relations que son pays entretenait avec la France, cette expression revêt aujourd'hui un sens plus péjoratif.

### Japon
Entre 1936 et 1945, l'empire du Japon a tenté d'établir sa domination sur l'Extrême-Orient sous le nom de sphère de coprospérité de la Grande Asie orientale.

## Corporations
En termes d'entreprise, la sphère d'influence d'une entreprise, d'une organisation ou d'un groupe peut montrer sa puissance et son influence dans les décisions des autres affaires. Elle peut être trouvée en utilisant de nombreux facteurs, tels que la taille, la fréquence des visites, etc. Dans la plupart des cas, une société décrite comme plus grande a une sphère d'influence plus large. Par exemple, la société de logiciels Microsoft a une grande sphère d'influence dans le marché des systèmes d'exploitation, toute entité qui souhaite pour son produit logiciel qui sera retenu doit s'assurer qu'elle est compatible avec les produits de Microsoft.
Pour un autre exemple, pour les entreprises qui souhaitent faire plus de profit, elles doivent assurer l'ouverture de leurs magasins dans des emplacements corrects. Ceci est également vrai pour les centres commerciaux, qui, pour tirer plus de profit, doivent être capable d'attirer la clientèle dans ses environs. Il n'y a pas d'échelle définie concernant la façon de mesurer la sphère d'influence.

## Géographie
Au sens géographique, la sphère d'influence, ou aire d'influence, est la distance moyenne que des gens sont prêts à parcourir pour accéder à un service particulier, à un magasin, ou à un lieu. Elle peut être affichée sous forme d'un cercle centré autour du service, le rayon étant la distance moyenne que les gens seraient prêts à parcourir pour accéder à ce service. Les distances en question sont souvent découvertes grâce à un sondage d'opinion.